# 皇極暦
皇極暦（こうきょくれき）は、中国の隋の劉焯が編纂した太陰太陽暦の暦法。六朝時代の天文学の成果をすべて取り入れた画期的な暦であり、隋の文帝・煬帝に幾度か新暦の採用を求めたが、当時の太史令の反対にあったり、劉焯自身が死去したこともあって、結局、施行されることはなかった。しかし、採用されることはなかったものの、麟徳暦や大衍暦といった唐代の暦に大きな影響を与えた。
676年に249閏月を置く破章法を採用し、1太陽年を365+11406.5/46644（≒365.24454）日、1朔望月を29+659/1242（≒29.53059581）日とした。
歳差については76年1度の値をとり、さらに朔の決定に定朔法を採用した。
また、北斉の張子信によって太陽の年周視運動の不均等性、すなわち中心差が発見されていたが、はじめて暦の計算に導入された。
その日月運行の計算方法には補間法が用いられている。